# Franz Müller-Heuser
Franz Müller-Heuser (* 8. März 1932 in Wesel; † 30. Dezember 2010 in Köln) war ein deutscher Konzertsänger und Musikhochschulprofessor.

## Leben
Müller-Heuser erhielt seine Ausbildung zum Opern- und Konzertsänger (Bariton) an der Folkwangschule in Essen. Gleichzeitig studierte er an der Universität zu Köln Musikwissenschaften, Kunstgeschichte und Philosophie und promovierte über die „Ästhetik des gregorianischen Gesangs“.
Als professioneller Sänger gab er zahlreiche Oratorienkonzerte und Liederabende in allen größeren deutschen Städten und unternahm Konzertreisen in das europäische und außereuropäische Ausland. Er machte Schallplatten-, Hörfunk- und Fernsehaufnahmen und stand insgesamt 35 Jahre auf dem Podium.
1963 wurde er als Professor für Gesang an die Hochschule für Musik Köln berufen. 1976 erfolgte die Ernennung zum Direktor der Hochschule. Nach der Verabschiedung des neuen Kunsthochschulgesetzes wurde er 1989 zum Rektor der Hochschule gewählt und verblieb in dieser Funktion bis zu seiner Pensionierung 1997.

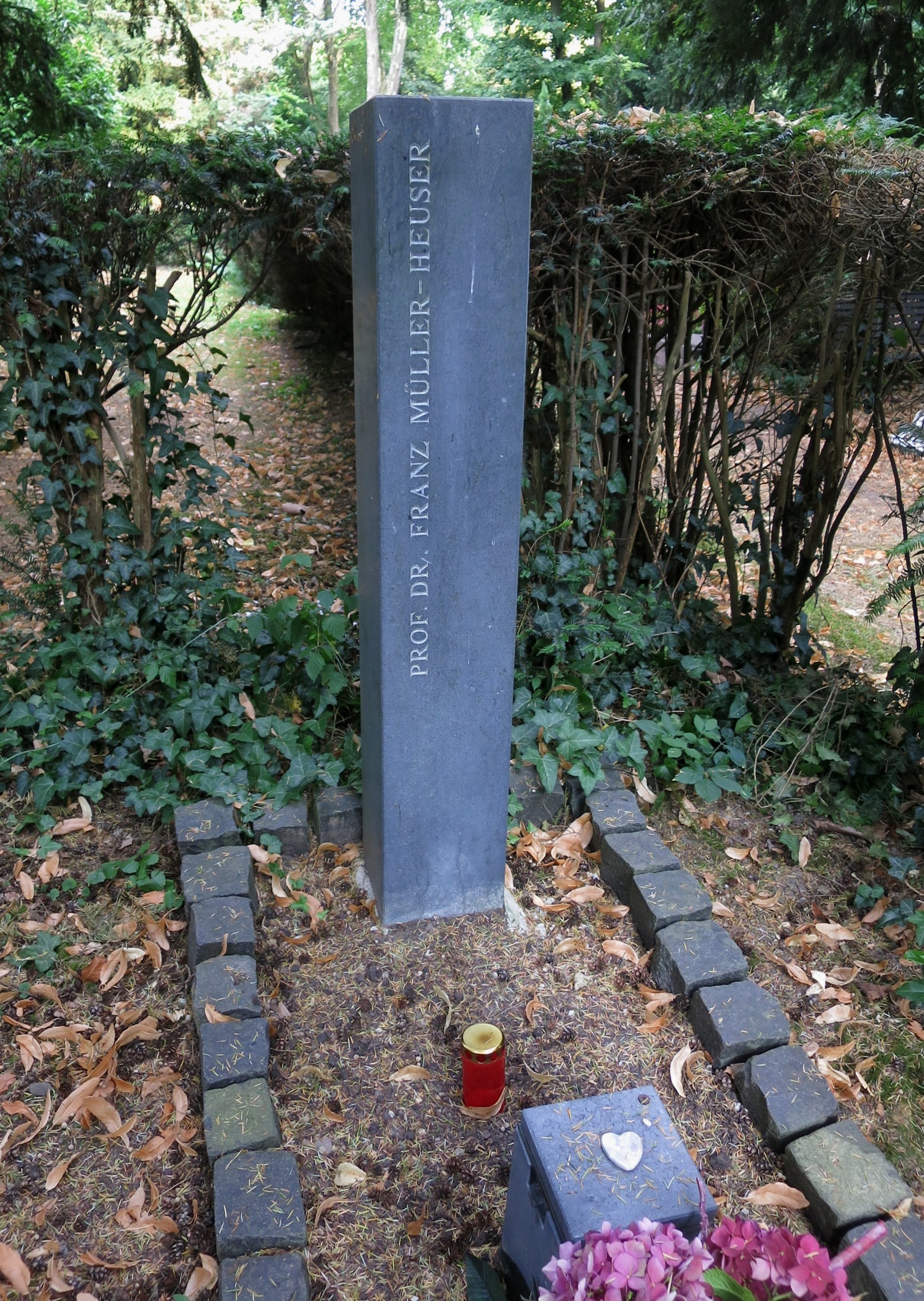
Grab auf dem Melaten-Friedhof

1978 wurde er Gründungspräsident des Landesmusikrates Nordrhein-Westfalen. Von 1988 bis 2003 war Müller-Heuser Präsident des Deutschen Musikrates. In den 1990er Jahren hat sich unter seiner Leitung dieser Dachverband mit dem der ehemaligen DDR vereinigt, neue Projekte geschaffen und seine Infrastruktur reorganisiert, um sich für wachsende Aufgabenbereiche zukunftsfähiger zu machen.
Seit 1998 leitete Müller-Heuser als Gründungspräsident die neu errichtete Hochschule für Musik Nürnberg-Augsburg. 1999 wurde er zum Vorsitzenden des Kulturrates gewählt.
Franz Müller-Heuser wurde mit dem Bundesverdienstkreuz und 1993 mit dem Verdienstorden des Landes Nordrhein-Westfalen ausgezeichnet.
Er verstarb im Alter von 78 Jahren. Am 8. Januar 2011 fanden zwei Trauerfeiern statt, danach wurde er auf dem Kölner Melaten-Friedhof (Flur 20 (E)) beigesetzt. Seine zeitweilige Ehefrau war Inge Müller-Heuser (1921–2010), die in Wesel langjährige Ratsfrau, Vorsitzende des Kulturausschusses und Kunstförderin war.

## Funktionen
Eine Auswahl seiner nationalen und internationalen Funktionen:
- Leitung von Meisterkursen für Gesang in zahlreichen Ländern
- Jurymitglied und -vorsitzender bei nationalen und internationalen Wettbewerben
- über mehrere Jahre Präsident der Europäischen Musikhochschulkonferenz
- Kuratoriumsmitglied der KölnMusik
- Mitglied des Rundfunkrates des WDR Köln
- Kuratoriumsmitglied der Kulturstiftung der Länder, des ARD-Wettbewerbs München, der Deutschen Stiftung Musikleben Hamburg
- Vizepräsident des Internationalen Musikrates in Paris
- Kuratoriumsmitglied des Forum Tiberius
- Ehrenpräsident des Deutschen Musikrats